# إبراهام برادلي جونيور
إبراهام برادلي جونيور (بالإنجليزية: Abraham Bradley, Jr.)‏ هو محامي أمريكي، ولد في 22 فبراير 1767 في ليتشفيلد في الولايات المتحدة، وتوفي في 7 مايو 1838 في واشنطن العاصمة في الولايات المتحدة.